# Pedro de Cevallos
Pedro Antonio de Cevallos Cortés y Calderón (Cadice, 29 giugno 1715 – Cordova, 26 dicembre 1778) è stato un militare spagnolo.

## Biografia
Tenente generale dal 1755 e governatore di Buenos Aires dal 1756. Nel 1762 conquistò Colonia del Sacramento, un insediamento portoghese fondato su territori della regione della Banda Oriental, rivendicati dalla corona spagnola. 
Nel 1777 fu nominato primo Viceré del Río de la Plata. Partì alla volta del Sudamerica con un'imponente spedizione militare, sbarcò a Montevideo e successivamente riconquistò Colonia del Sacramento, che nel frattempo era stata rioccupata dai portoghesi. In seguito marciò attraverso il Rio Grande do Sul conquistando l'isola di Santa Catarina, la notizia della pace tra Spagna e Portogallo lo costrinse tuttavia a ritirarsi. Rientrato nella regione platina emanò la legge di libero commercio del 1778 che consentiva a Buenos Aires di commerciare direttamente con la Spagna. Mantenne la carica fino al giugno 1778, quando morì in Spagna.